# André Waterkeyn
André Waterkeyn (Wimbledon, 1917. augusztus 23. – Brüsszel, 2005. október 4.) belga mérnök.
Waterkeyn 1954-ben fiatal mérnök a belga Fémiparosok Szövetségének elnöke volt. Amikor ősszel Brüsszel elnyerte az 1958-as Világkiállítás megrendezésének jogát, Waterkeyn egy ideiglenes, az atomkor és a fémipar képességeit bemutató szimbólumot tervezett. Az Atomium azonban ma is áll, Belgium és Európa egyik szimbólumává vált.